# ハワード・グリーンフィールド
ハワード・グリーンフィールド（Howard Greenfield、1936年3月15日 - 1986年3月4日）は、アメリカ合衆国の作詞家。ニール・セダカやヘレン・ミラー、ジャック・ケラーなどブリル・ビルディングの作曲家とのコンビで1950年代後半から1970年代半ばにかけて多数の楽曲を生み出した。また、テレビドラマや映画の主題歌も多く制作した。
同性愛者であることを公表して音楽活動を行っていた。グリーンフィールドのパートナーはトリー・デイモンというキャバレーの歌手だった。1986年3月4日、エイズによる合併症のため49歳で死去。デイモンもそれから間もない3月30日にエイズによる合併症で亡くなった。
1991年、ソングライターの殿堂入りを果たす。

## 主な作品
ニール・セダカ作曲・歌（セルフ・カバーを除く）
- 『恋の日記』1958年
- 『おお!キャロル』1959年
- 『星へのきざはし（英語版）』1960年
- 『きみこそすべて（英語版）』1960年
- 『カレンダー・ガール』1960年
- 『すてきな16才』1961年
- 『悲しきクラウン』1962年
- 『悲しき慕情』1962年
- 『可愛いあの娘（英語版）』1962年
- 『不思議の国のアリス』1963年
- 『スーパーバード』1971年。 翌年、日本でのみヒットした。
- 『愛ある限り』1974年 アルバム『セダカズ・バック（英語版）』収録。1975年にキャプテン&テニールのカバー・バージョンが全米1位を獲得し、翌年の第18回グラミー賞最優秀レコード賞を受賞した。
- 『ハングリー・イヤーズ』1975年 アルバム『ハングリー・イヤーズ（英語版）』収録

ニール・セダカ作曲
- コニー・フランシス『間抜けなキューピッド（英語版）』1959年、『ボーイ・ハント』1961年
- フィフス・ディメンション『パペット・マン』1970年。 翌年、トム・ジョーンズがカバーして、再ヒットした。
- トニー・クリスティ 『恋のアマリロ（英語版）』1971年。2002年からイギリスのコメディ番組『Phoenix Nights』で使用されたのを機に、2005年に「トニー・クリスティ・フィーチャー・ピーター・ケイ」名義で再発され、7週連続全英1位を記録した[6][7]。ただし、ピーター・ケイはミュージックビデオのみ出演で音源は1971年盤と同じである。

ヘレン・ミラー作曲
- ジーン・ピットニー『It Hurts To Be In Love（英語版）』1962年
- シュレルズ 『Foolish Little Girl（英語版）』1963年
- ボビー・ヴィー『Charms（英語版）』1963年
- ディーン・マーチン『I'm Not The Marrying Kind』 1966年。 映画『Murderers' Row』挿入歌
- ドラマ『ヘイゼルおばさん（英語版）』シーズン4主題歌
- ドラマ『いたずら天使』挿入歌『The louder i sing, the braver i get』他

ジャック・ケラー作曲
- コニー・フランシス『恋にはヨワイ（英語版）』1960年、『私の心（英語版）』1960年、『ブロークン・ハート（英語版）』1961年
- ジミー・クラントン 『ヴィーナス・イン・ブルー・ジーンズ』1962年[8]
- ドラマ『奥さまは魔女』主題歌
- ドラマ『ギジェットは15才』主題歌
- ドラマ『ヘイゼルおばさん』シーズン5主題歌

キャロル・キング作曲
- エヴァリー・ブラザース『クライング・イン・ザ・レイン』1961年

ポール・アンカ作曲
- ポール・アンカ『ひとりぼっちのバースデイ』1963年

モーリス・ジャール作曲
- レイ・コニフ・シンガーズ『The World Will Smile Again』1967年。 映画『将軍たちの夜』主題歌

クインシー・ジョーンズ作曲
- アストラッド・ジルベルト『Who Needs Forever』1967年。 映画『The Deadly Affair（英語版）』主題歌